# Genista michelii
Genista michelii är en ärtväxtart som beskrevs av Édouard Spach. Genista michelii ingår i släktet ginster, och familjen ärtväxter. Inga underarter finns listade i Catalogue of Life.